# Ratchasimasaurus
Ratchasimasaurus suranareae
Genre
Espèce
Ratchasimasaurus (signifiant « lézard de Ratchasima ») est un genre de dinosaure ornithopode iguanodontien du Crétacé inférieur (stade Aptien ), de la formation Khok Kruat (en) de la province de Nakhon Ratchasima dans le nord-est de la Thaïlande. Le type et la seule espèce est Ratchasimasaurus suranareae, du nom de Thao Suranari, une héroïne de guerre du XIXe siècle. Il a été considéré par une étude comme un nomen dubium, diagnostiqué avec des caractères communs à Styracosterna.
Une étude de A. Samathi et S. Suteethorn (2022) le confirme comme un nomen dubium. Leur conclusion : « Cependant, on ne peut pas encore déterminer s'il appartient à un taxon précédemment nommé ou s'il en représente un nouveau, et il faut attendre de nouvelles découvertes. »

## Description
Il est long d'environ 10 m.

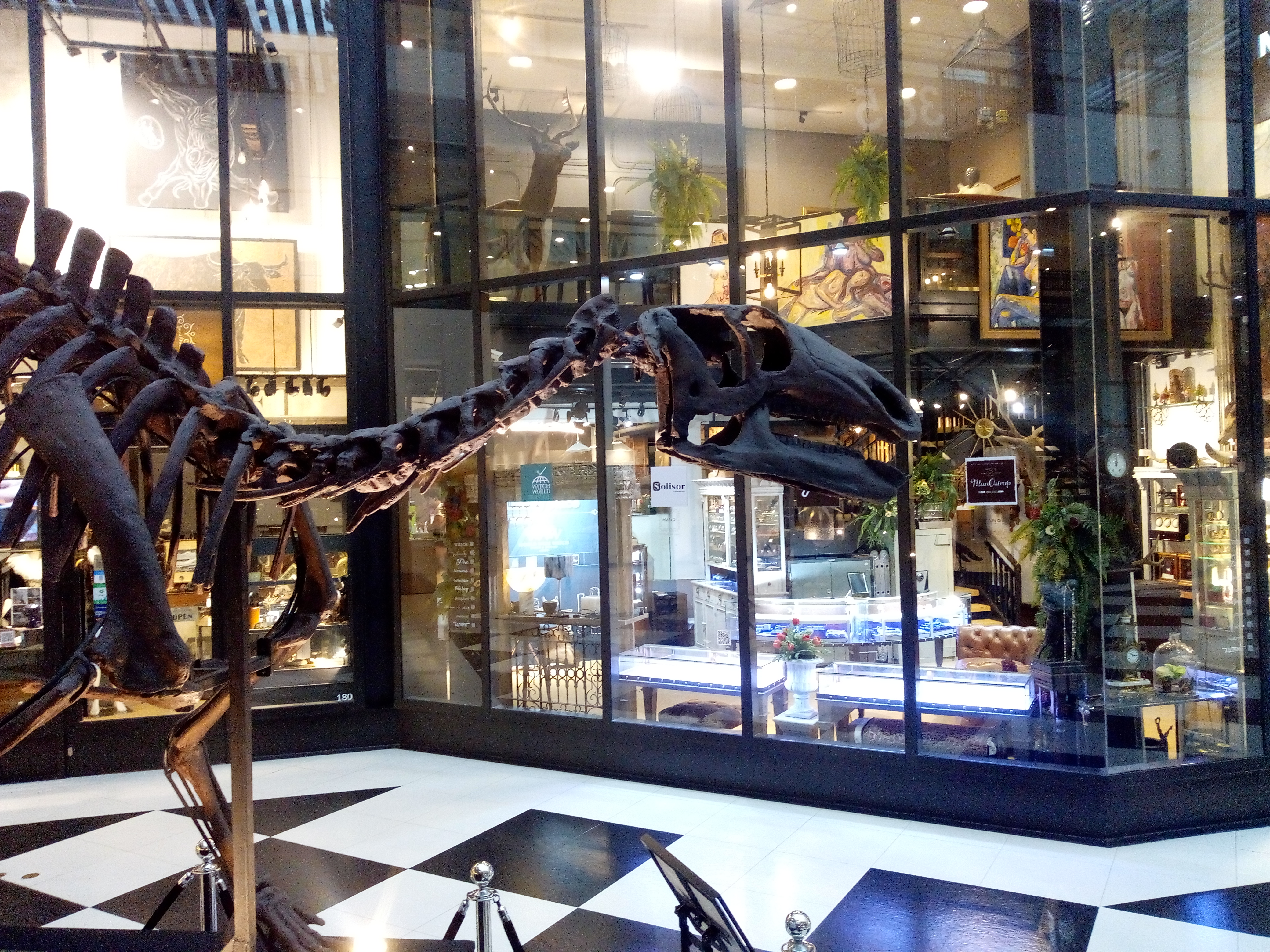
Ratchasimasaurus suranareae, centre commercial de River City, Bangkok

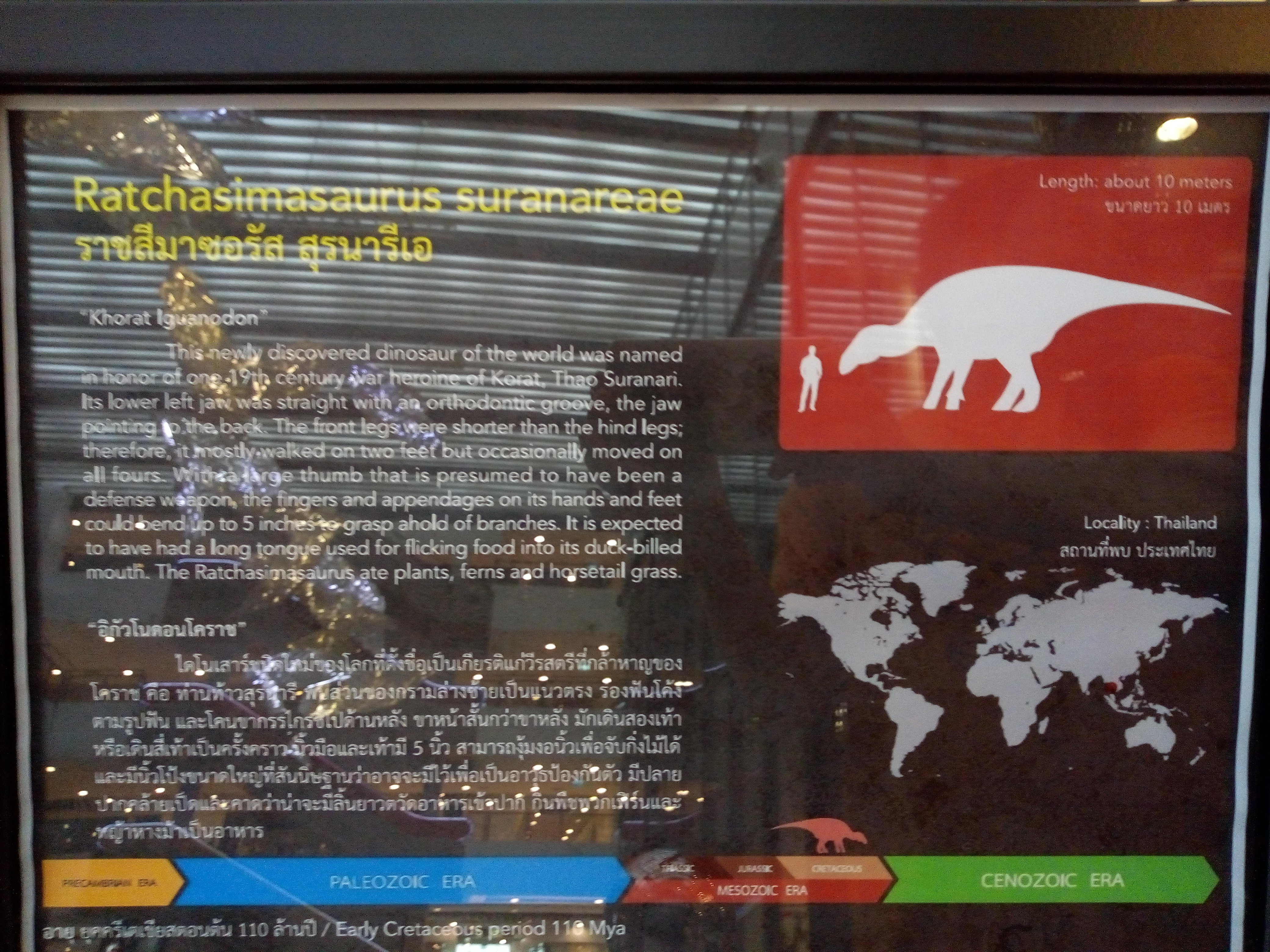
Description en thaï et en anglais

Une autapomorphie (caractéristique unique) de Ratchasimasaurus est sa branche allongée et plate du dentaire. Ratchasimasaurus montre à la fois des caractères primitifs et dérivés pour les Iguanodontia, tels qu'« un processus coronoïde incliné caudalement et un creux alvéolaire avec une impression de couronne primitive, et une plaque buccale dérivé entre la rangée de dents et le processus coronoïde ».